# Terrou
Terrou är en kommun i departementet Lot i regionen Occitanien i södra Frankrike. Kommunen ligger i kantonen Latronquière som tillhör arrondissementet Figeac. År 2022 hade Terrou 175 invånare.

## Befolkningsutveckling
Antalet invånare i kommunen Terrou
| Referens: INSEE |